# والتر بوخ
والتر بوخ (بالألمانية: Walter Buch)‏ هو قاضي وسياسي ألماني، ولد في 24 أكتوبر 1883 في بروخزال في ألمانيا، وتوفي في 12 نوفمبر 1949 في شوندورف في ألمانيا بسبب استنزاف. نشط حزبياً في الحزب النازي. وقد انتخب عضو مجلس النواب الألماني من ألمانيا النازية وانتخب عضو مجلس النواب الألماني للجمهورية فايمار.

## وصلات خارجية
- والتر بوخ على موقع مونزينجر (الألمانية)